# Pietro Serantoni
Pietro Serantoni (* 11. Dezember 1906 in Venedig; † 6. Oktober 1964 in Rom) war ein italienischer Fußballspieler und -trainer.
Während seiner aktiven Karriere spielte er im Mittelfeld, seine größten fußballerischen Fähigkeiten waren seine Schusskraft und sein Temperament, mit dem er fehlende technische Fertigkeiten wettmachte.

## Spielerkarriere

### Im Verein
Pietro Serantoni begann seine Karriere beim AC Venedig, im Jahr 1928 wechselte er zu Inter Mailand, die zu dieser Zeit Ambrosiana-Inter hießen. Mit Inter konnte er in der Saison 1929/30 den Gewinn seiner ersten italienischen Meisterschaft feiern und 16 Tore zum Titelgewinn beisteuern. Serantoni spielte noch bis 1934 in Mailand, bevor er zur Saison 1934/35 zu Juventus Turin wechselte. Bei  Juve konnte der Mittelfeldspieler auf Anhieb seine zweite Meisterschaft gewinnen. Im Sommer 1936 wechselte er schließlich zum AS Rom, wo er bis 1940 blieb. Seine aktive Laufbahn beendete er schließlich bei Suzzara in der Serie C.

### In der Nationalmannschaft
Den größten Erfolg seiner Karriere konnte Pietro Serantoni jedoch mit der italienischen Nationalmannschaft feiern, für die er am 12. Februar 1933, beim 3:2-Sieg im Länderspiel in Belgien debütierte. Für die Weltmeisterschaft 1934 im eigenen Land wurde Serantoni nicht nominiert. Nach vier Einsätzen zwischen 1933 und 1934, darunter auch dem legendären Battle of Highbury gegen England, bestritt der Venezianer bis November 1936 keine Länderspiele mehr. Danach war er jedoch, vor allem 1937 und 1938, Stammspieler in der Squadra Azzurra und absolvierte bei der WM 1938 in Frankreich, die er mit Italien unter Trainer Vittorio Pozzo gewann, alle vier Partien. Sein letztes Länderspiel für die Azzurri absolvierte Pietro Serantoni am 13. Mai 1939 beim 2:2 im Heimspiel gegen England.

### Erfolge
- Weltmeister: 1938
- Italienische Meisterschaft: 1929/30 (mit Inter Mailand), 1934/35 (mit Juventus Turin)
- Europapokal der Nationalmannschaften: 1933–1935

## Trainerkarriere
Nach Abschluss seiner aktiven Laufbahn arbeitete Pietro Serantoni als Trainer zwischen 1947 und 1950 für die AC Padua. In der Saison 1950/51 trainierte er den AS Rom.